# Manuela Rosas de Terrero
Manuela Rosas de Terrero, més coneguda com a Manuelita Rosas, (Buenos Aires, Províncies Unides del Riu de la Plata, 24 de maig de 1817 - Londres, Regne Unit, 17 de setembre de 1898), va ser una personalitat política argentina, filla de Juan Manuel de Rosas i Encarnación Ezcurra.

## Biografia
Fins a la mort de la seva mare, en 1838, aquesta va exercir una important influència política i social en la política de la província de Buenos Aires, de la qual Rosas era governador, mentre Manuela va romandre en un segon pla. A diferència del seu pare, mantenia algunes relacions amb el seu germà Juan.
Després de la pèrdua de la seva mare, Manuelita va començar a exercir de fet com una Primera Dama, acompanyant al seu pare en cerimònies protocol·làries i rebent a ambaixadors estrangers i representants dels governs de les províncies argentines. Durant els anys en què el seu pare va romandre en el poder va ser un símbol del  Partit Federal, a diferència del rígid caràcter del seu pare, aportava en les relacions públiques d'aquest gestos d'humanitat i de dolçor però, a diferència de la seva mare, mai va ser la seva consellera, ni organitzar el seu partit.
Manuela era íntima amiga de Camila O'Gorman, la jove noia que va protagonitzar una tràgica història d'amor amb un sacerdot sota el mandat de Rosas. A més, Manuela tenia un romanç amb Máximo Terrero, fill de l'amic i soci de Rosas, Juan Nepomuceno Terrero. Tanmateix aquesta relació d'amistat, el seu pare s'oposava al matrimoni de la seva filla.
Només després que Rosas fos enderrocat per Justo José d'Urquiza en 1852, i quan tots dos havien emigrat a Anglaterra, Manuelita i Máximo van poder definir el seu matrimoni, encara sense el permís del general, que es queixava als seus visitants d'haver estat «abandonat» per la seva filla.
Van tenir dos fills, Mariano Máximo en 1856 i Rodrigo Tomás en 1858, tots dos nascuts a Gran Bretanya. Tenia una activa vida social, i fins i tot va animar a diversos anglesos a instal·lar-se en l'Argentina, entre ells qui seria el futur general Ignacio Fotheringham. Va continuar durant els anys del seu exili visitant al seu pare fins que va morir, en 1877, presidint el seu funeral.
Manuelita va morir a Londres en 1898, després d'haver portat una vida tranquil·la a l'exili i sense haver tornat a l'Argentina des de la batalla de Caseros.